# Самсуа, Жан де
Жан де Самсуа (фр. Jean-François de Sampsois; ок. 1710—1730, Париж — после 1808, Аахен) — художник-портретист франко-швейцарского происхождения, работавший в России.

## Биография
Жан де Самсуа родился в Париже в семье наёмника-швейцарца, служившего влиятельному французскому аристократу герцогу Жерве. Ориентировочной датой рождения обычно указывается 1720 год (возможно — значительно позже). В Париже обучился писать портреты пастелью, но кто был его учителем — неизвестно. Кроме пастели, работал также в технике портретной миниатюры и масляной живописи. 
В первой половине 1750-х годов (в источниках встречаются даты 1751, 1752 и 1752 год) был приглашён в Россию, где работал при дворе императрицы Елизаветы Петровны. В 1757 году ездил в отпуск во Францию, после чего вновь вернулся в Россию, и работал в Санкт-Петербурге и его окрестностях вплоть до 1763 года (чаще всего называется эта дата, хотя исполненный Самсуа портрет великого князя Павла Петровича датирован, как «не ранее 1764 года»). 
За свои произведения Самсуа получал в России хорошие гонорары. Существует версия, высказанная искусствоведом В.Г. Клементьевым, что около 1780 года художник снова находился в России, так как обнаружилась запись о выплате из казны в 1780 году «живописцу Самсоу – 750 руб.». 
После возвращения во Францию, продолжал работать как портретист, но без особого успеха. Долгое время считалось, что последний раз он упоминался, как здравствующий художник в 1797 году, однако, существует и указание на упоминание 1808 года.

## Творчество
Несмотря на долгий период творчества Самсуа во Франции, его творчество там практически неизвестно, а произведения в значительной степени не сохранились или не выявлены. С российским периодом творчества Самсуа все обстоит диаметрально иначе.
В Китайском дворце Ораниенбаума хранятся выполненные Самсуа 11 портретов придворных дам в аллегорических костюмах, символизирующих стихии, времена года и т.д.. Портреты украшают один из залов дворца (ныне — музей, доступный для осмотра) с момента его создания. Это — один из двух циклов портретов знатных дам России 18 столетия (второй — «Смолянки» за авторством Д. Г. Левицкого).
Среди других сохранившихся работ Самсуа русского периода: миниатюрный портрет императрицы Елизаветы Петровны, для написания которого он был первоначально вызван в Россию (Государственный Эрмитаж), портреты великого князя Павла Петровича (не ранее 1764, Государственный Русский музей), портрет князя Николая Борисовича Юсупова (ранее — портрет неизвестного в голубом кафтане; 1770-е, Франция; Государственный Эрмитаж), портрет неизвестной дамы в голубом (ГМИИ имени Пушкина, Москва).

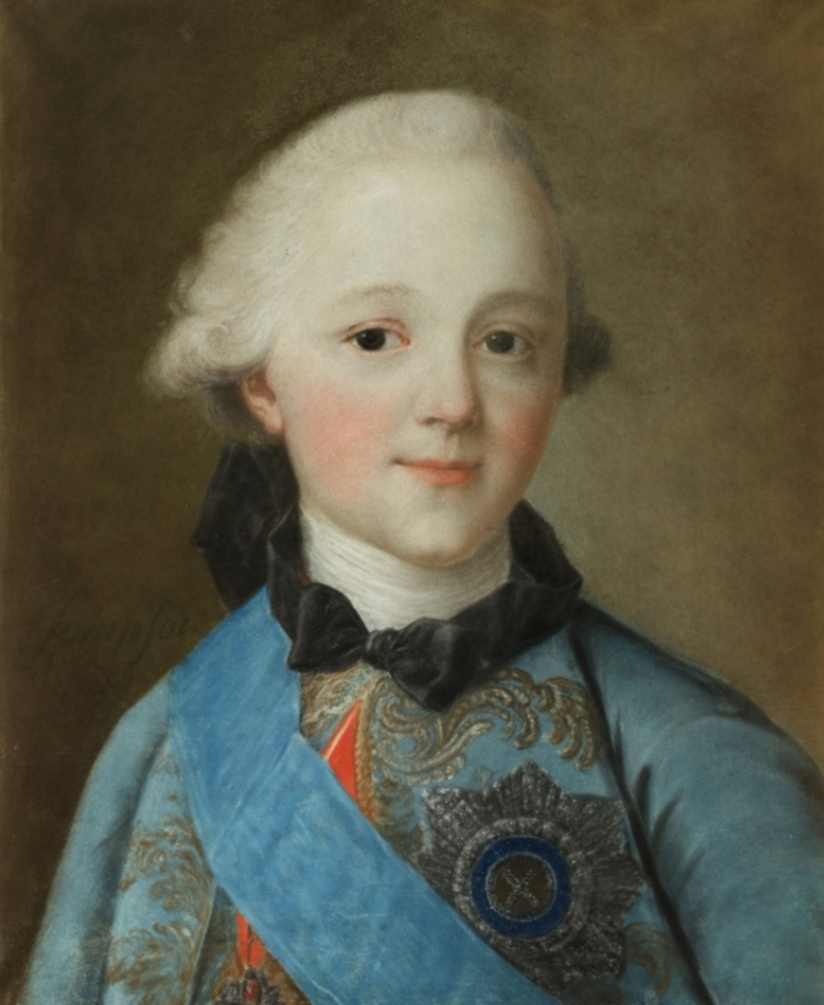
Портрет Великого князя Государя Павла Петровича кисти Жана де Самсуа. Начало 1760-х годов. Русский Музей. Санкт-Петербург

Известно также, что Самсуа выполнил миниатюрные портреты великого князя Петра Федоровича и вице-канцлера М.И. Воронцова, украшавшие крышки табакерок. 
Я. Штелин в своих «Записках об изящных искусствах в России» пишет, что Самсуа «написал уже много портретов знатных придворных с изрядным искусством, но только не с наилучшим рисунком. Выполнил также портрет посла Священной Римской Империи графа Эстергази, который особенно хорошо удался ему».

## Портреты русских придворных дам в образеаллегорийсторон света,стихийивремён года

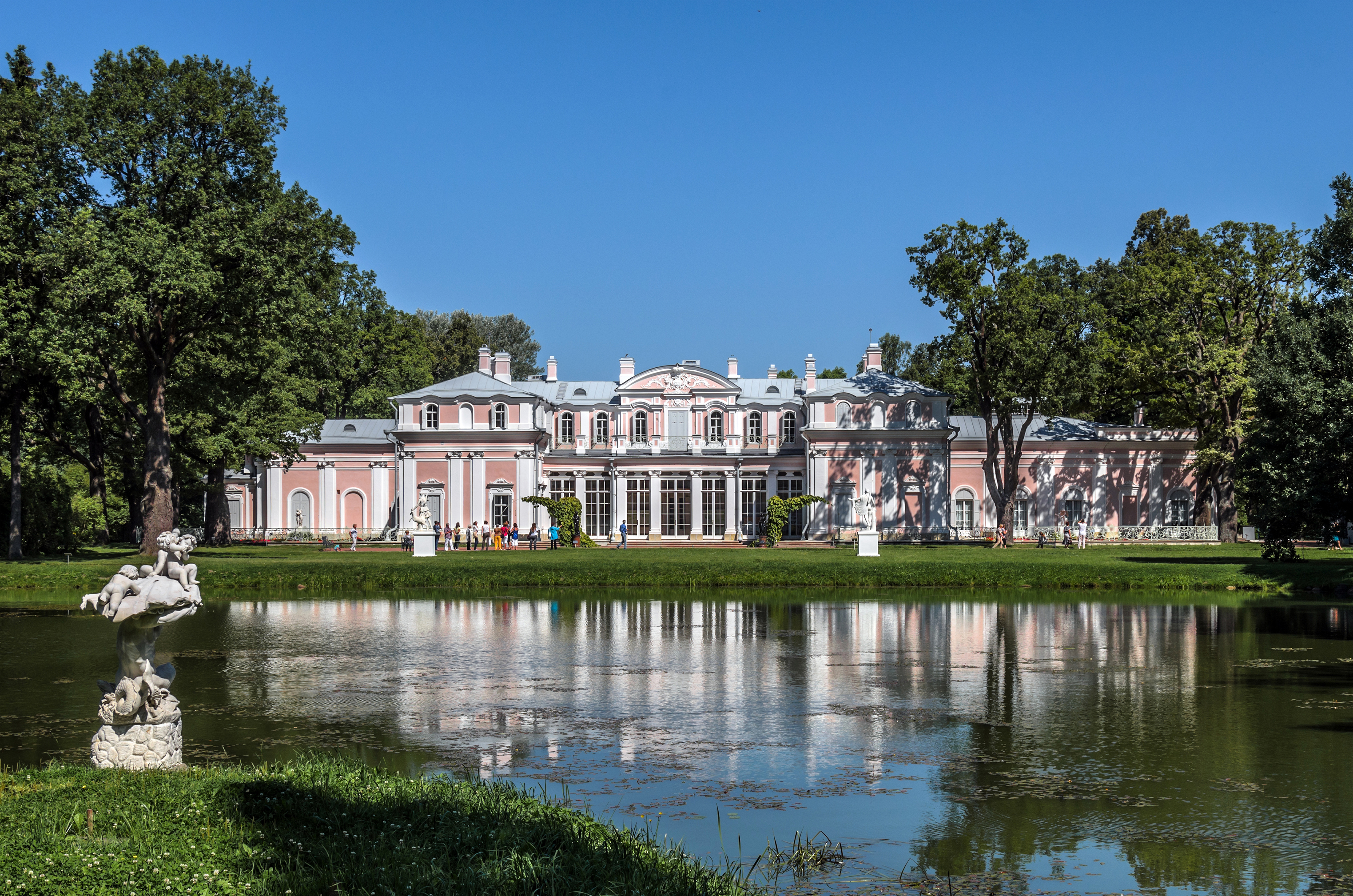
Китайский дворец-музей в Ораниенбауме, где находятся портреты придворных дам. Современный вид.

Цикл из 11 портретов русских придворных дам, украшающий один из парадных залов Китайского дворца, входящего в состав дворцово-паркового ансамбля «Ораниенбаум» в окрестностях Санкт-Петербурга с момента его создания, сегодня в первую очередь привлекает внимание к творчеству Самсуа. Дамы на портретах (статс-дамы и фрейлины) обычно описываются, как изображённые в маскарадных костюмах, однако, в действительности перед нами портреты-аллегории, на которых дамы отнюдь не запечатлены в маскарадных платьях, которые они носили на каком-либо реальном балу или празднике, а позируют в мастерской художника «в образах» и с атрибутами определённых сторон света, стихий и времён года. Всего портретов 11: четыре стихии, четыре времени года и три стороны света (никто из дам не пожелал изображать Африку).
Большинство портретируемых принадлежат и по рождению и по браку к высшей русской аристократии, хотя Матрёна Демешко, в браке Теплова («Америка») и Марина Закревская, в браке Нарышкина («Земля») являлись по рождению простолюдинками и возвысилась благодаря своему родству с  Алексеем Разумовским, украинским пастухом, ставшим фаворитом и, согласно легенде, тайным супругом русской императрицы Елизаветы. 
Три дамы, из числа изображённых на портретах, приходятся друг другу родными сёстрами: Мария Нарышкина («Европа»), Наталья Щербатова («Весна») и Матрёна Салтыкова («Осень») являются дочерьми тайного советника П.Ф. Балка-Полева. Также, целых три дамы на портретах являются жёнами представителей рода Нарышкиных, из которого происходила царица Наталья Кирилловна — мать императора Петра Великого и, соответственно, бабушка императрицы Елизаветы. Княгиня Мария Яковлевна Долгорукова по мужу является представительницей нецарствовавшей линии грузинского царского дома Багратионов (Багратиони). 

### Стороны света

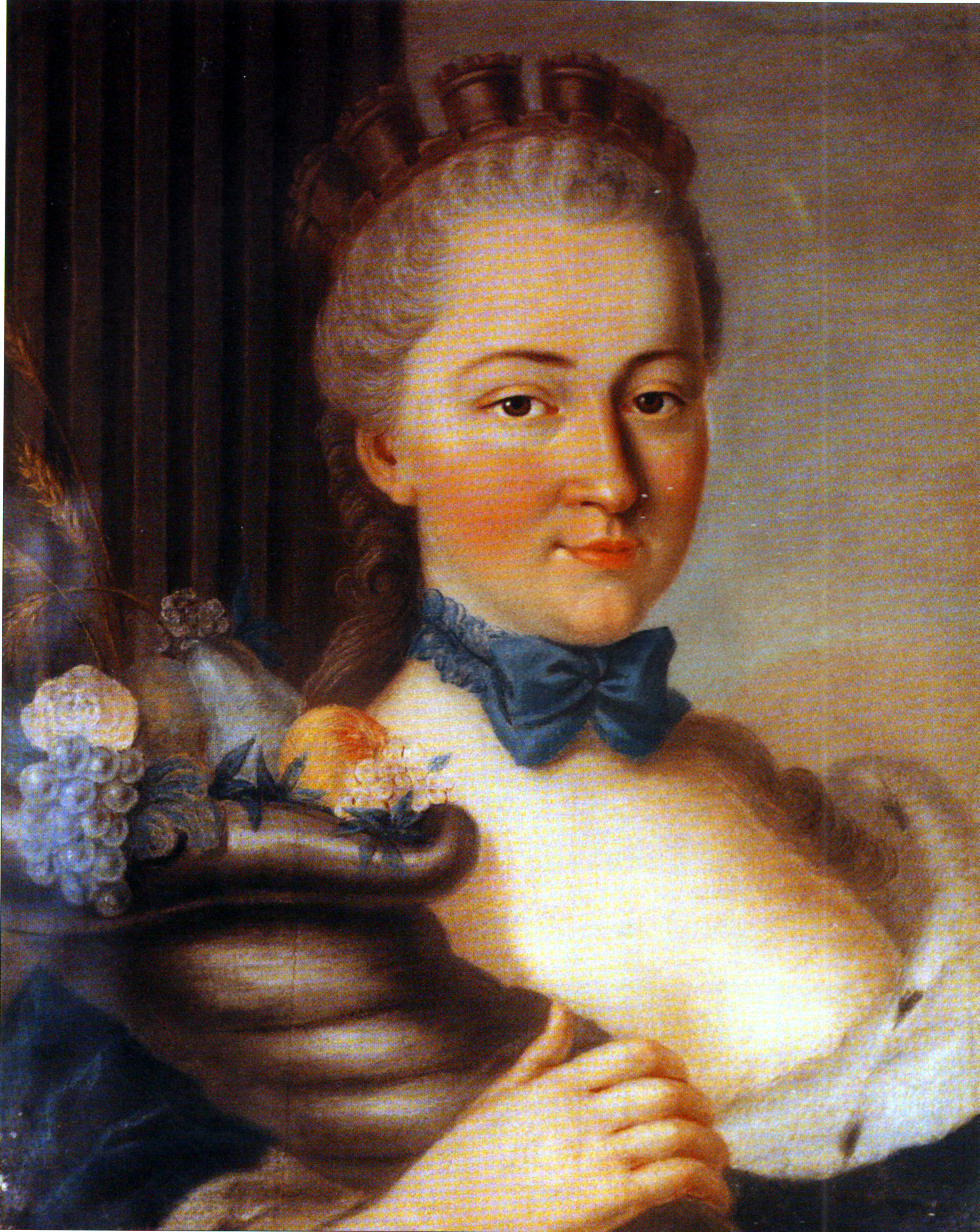
Мария Павловна Нарышкина (1728—1793), урождённая Балк-Полева, дочь П.Ф. Балка-Полева, супруга С.К. Нарышкина (1710—1775). Аллегория Европы.
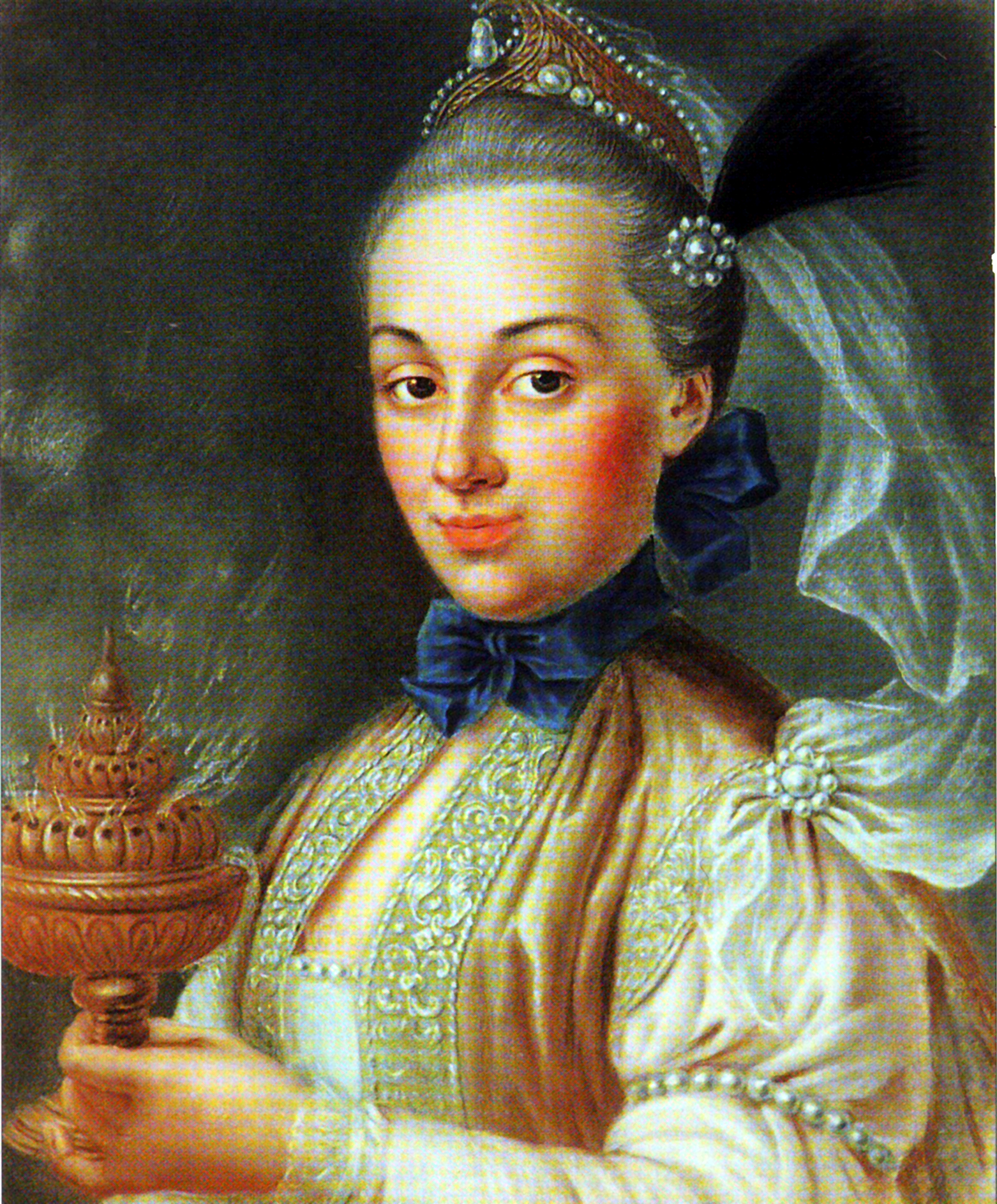
Царевна Мария Яковлевна Грузинская (ок. 1728—1761), урожденная княжна Долгорукая, дочь князя Я.П. Долгорукова, жена царевича Георгия Вахтанговича Грузинского (1712-1786), сына царя Картли Вахтанга VI Багратиони. Аллегория Азии.
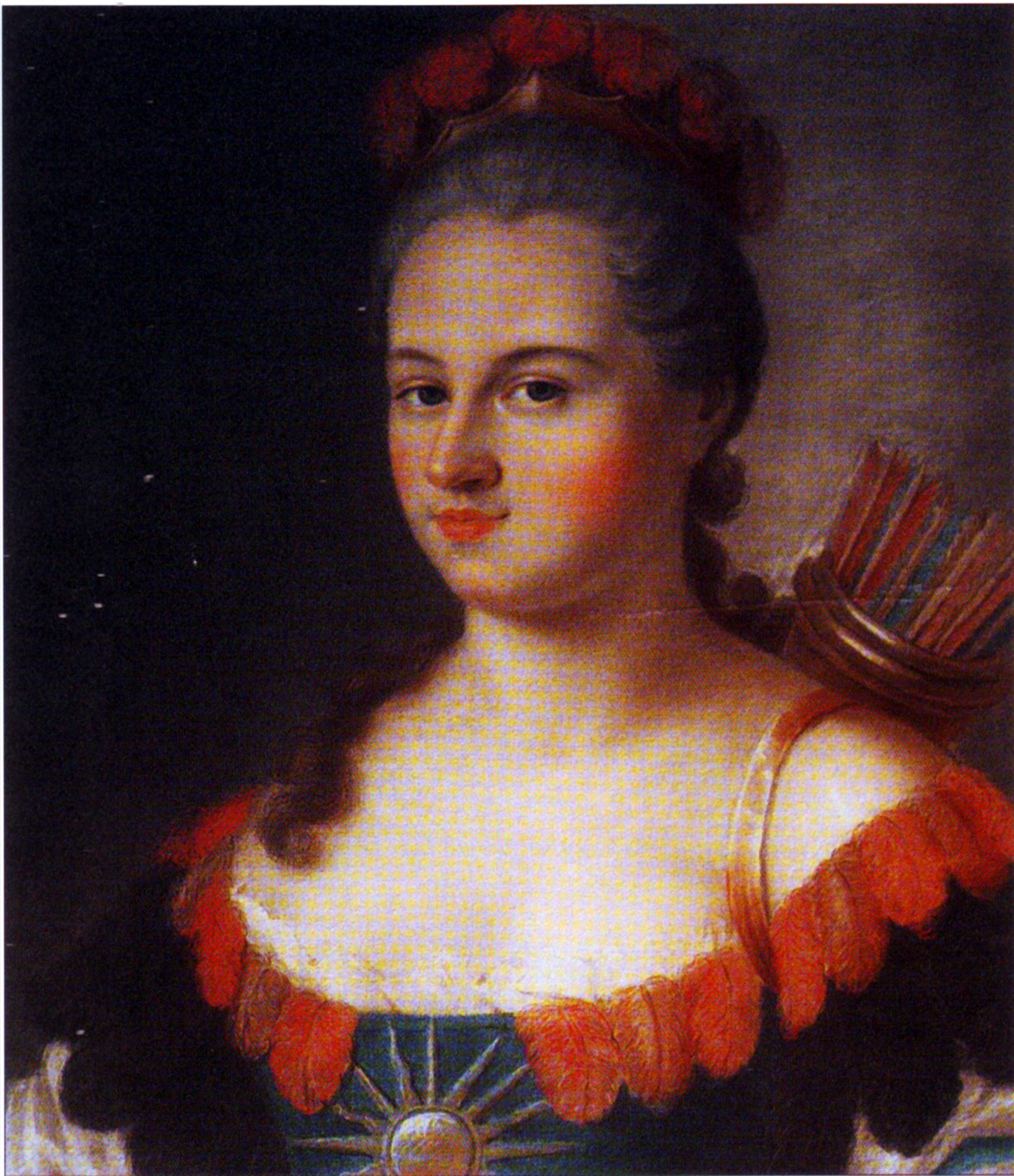
Матрена Герасимовна Теплова (173?—после 1791), урождённая Демешко, сестра матери Алексея и Кирилла Разумовских, супруга тайного советника Г.Н. Теплова (1716 или 1717 — 1779). Аллегория Америки.

### Стихии

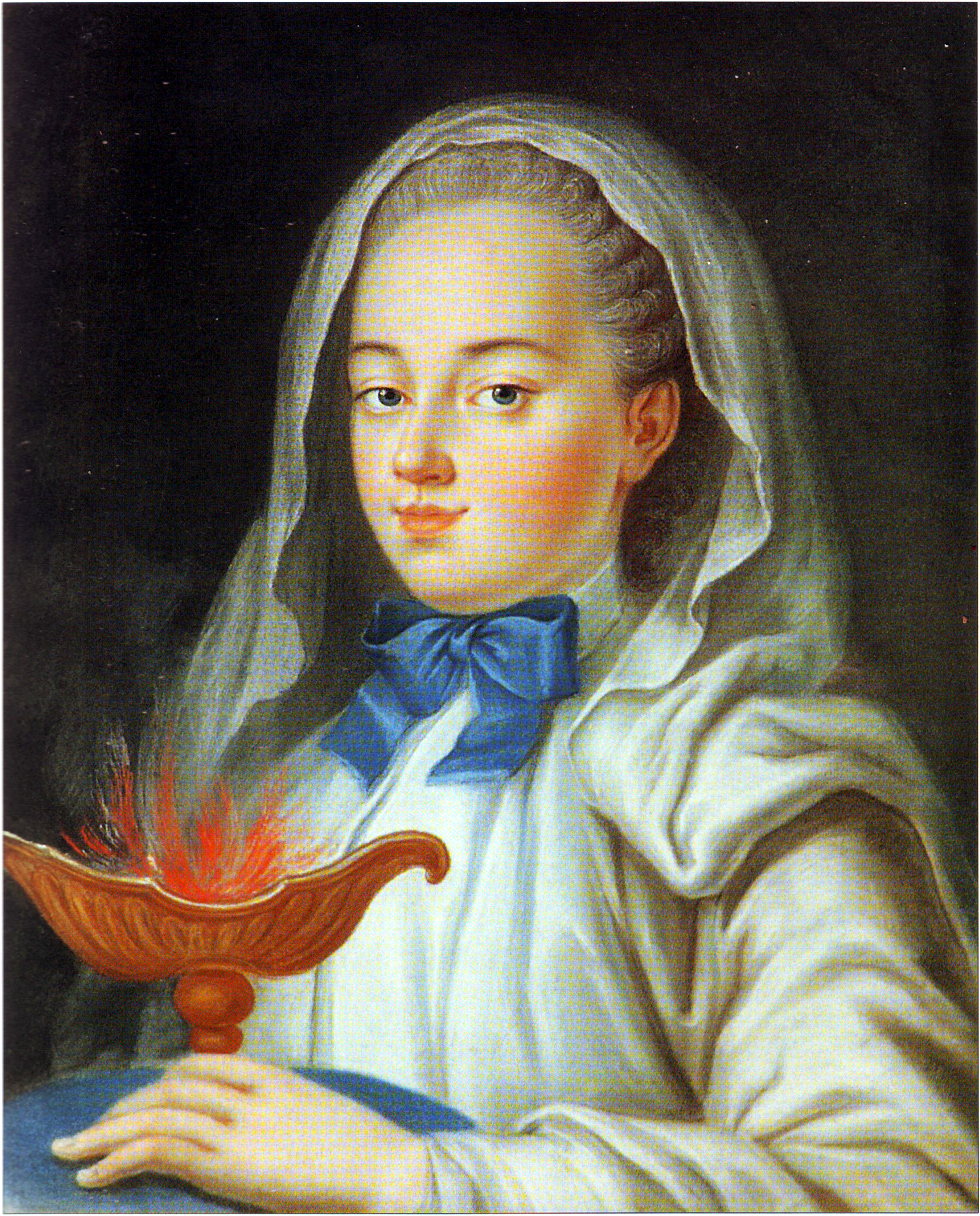
Графиня Мария Романовна Бутурлина (1738—1765), урождённая графиня Воронцова, дочь Р. И. Воронцова, жена П.А. Бутурлина (1731—1787). Аллегория Огня.
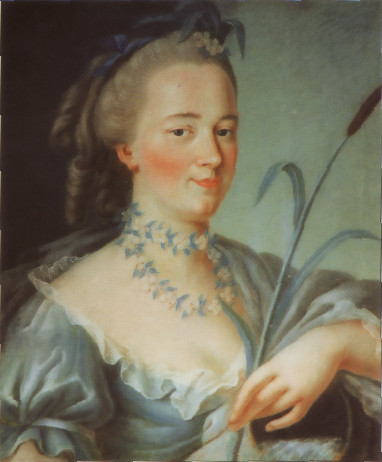
Графиня Прасковья Александровна Брюс (1729—1786), урождённая Румянцева, дочь А. И. Румянцева, сестра фельдмаршала П.А. Румянцева-Задунайского, жена Я.А. Брюса (1730—1791). Аллегория Воды.
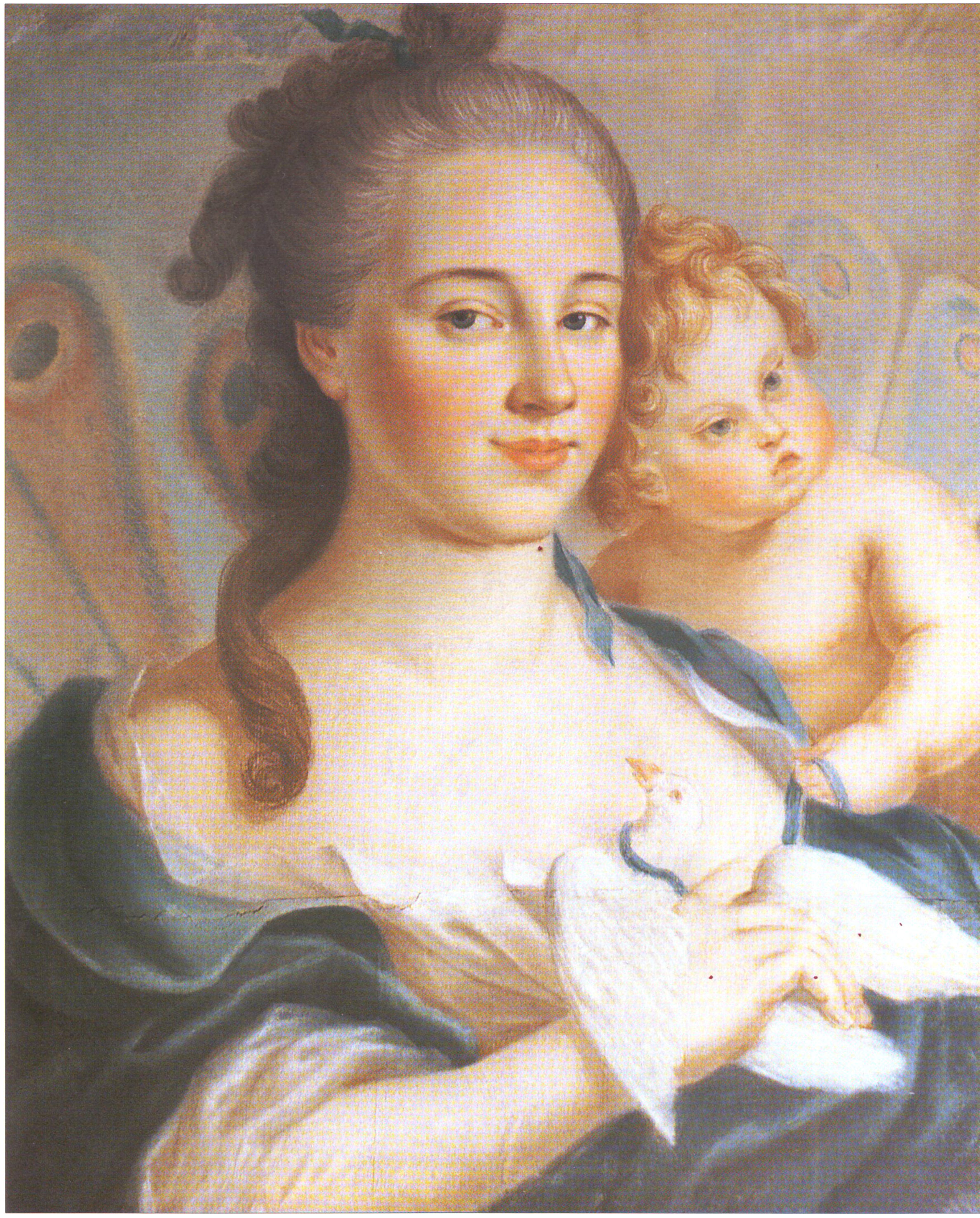
Анна Никитична Нарышкина (1730—1820), урожденная Румянцева, дочь Н.И. Румянцева, жена А.А. Нарышкина (1726—1795). Аллегория Воздуха.
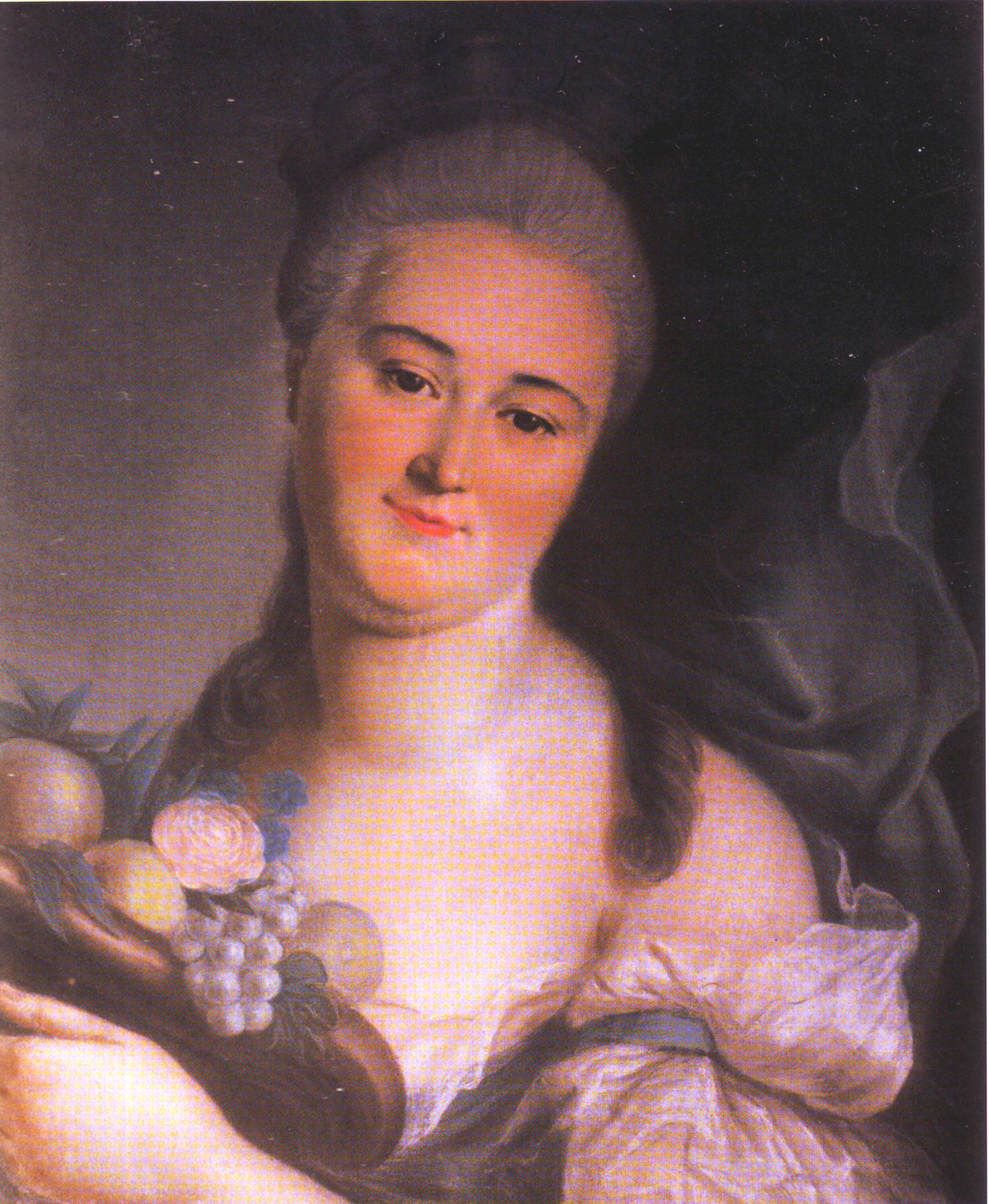
Марина Осиповна Нарышкина (1741—1800), урождённая Закревская, дочь О. Л. Закревского, жена Л. А. Нарышкина (1733—1799). Аллегория Земли.

### Времени года

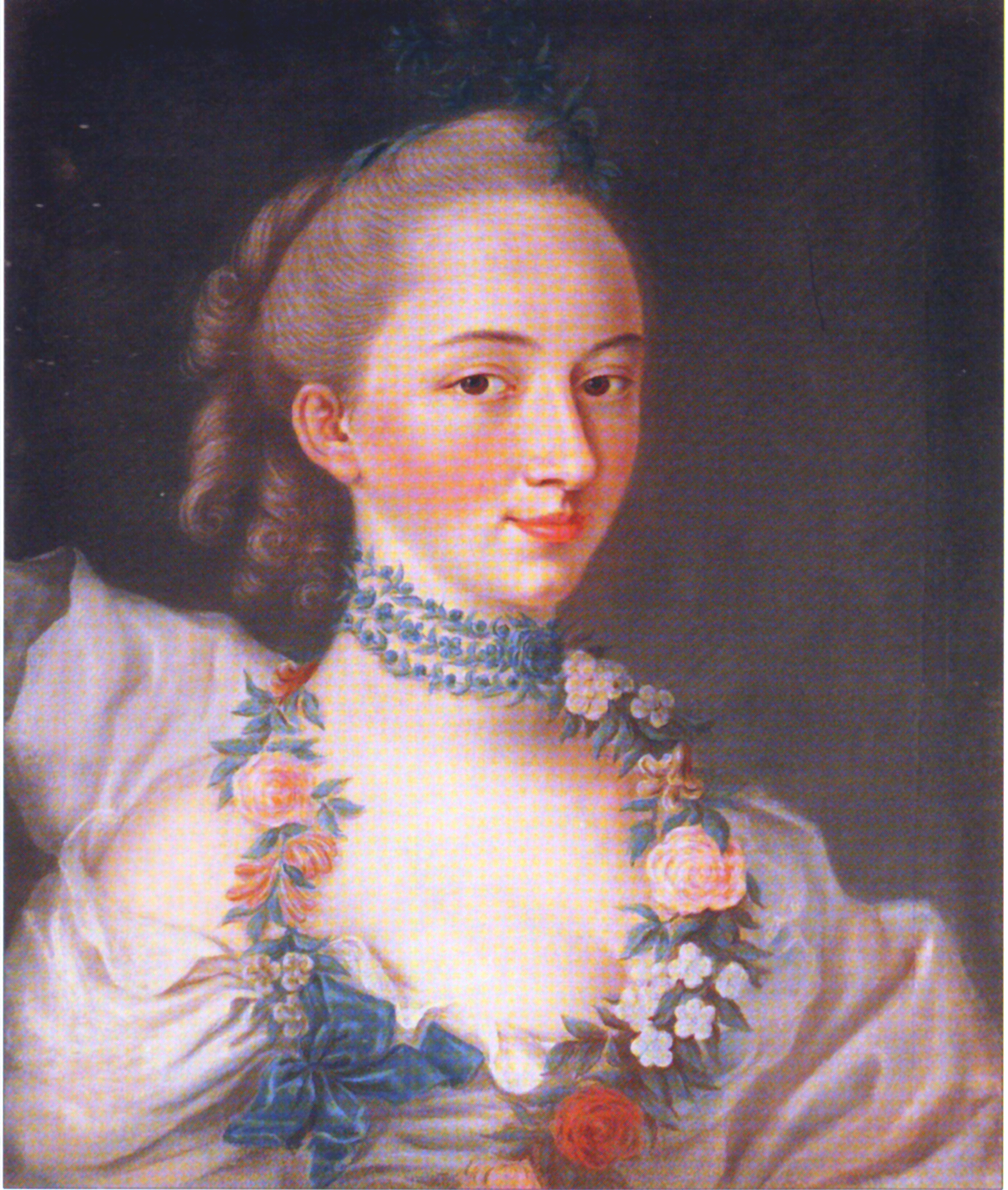
Княгиня Наталья Павловна Щербатова (1726—1791), урождённая Балк-Полева, дочь П.Ф. Балка-Полева, жена князя М.П. Щербатова (1724—1760). Аллегория Весны.
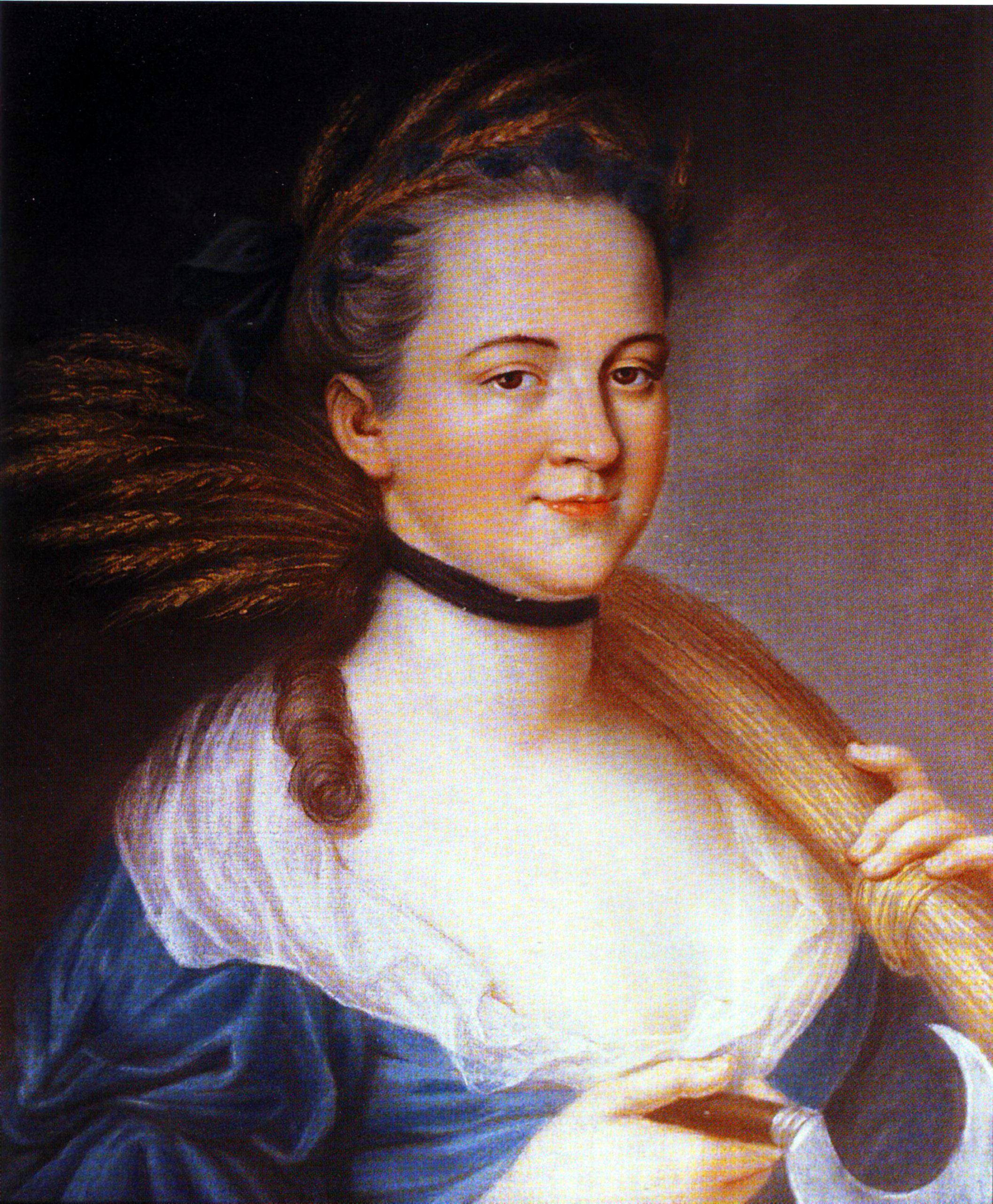
Княгиня Елена Степановна Куракина (1735—1768), урождённая графиня Апраксина, дочь фельдмаршала графа С.Ф. Апраксина, жена князя Б.А. Куракина  (1733—1764). Аллегория Лета.
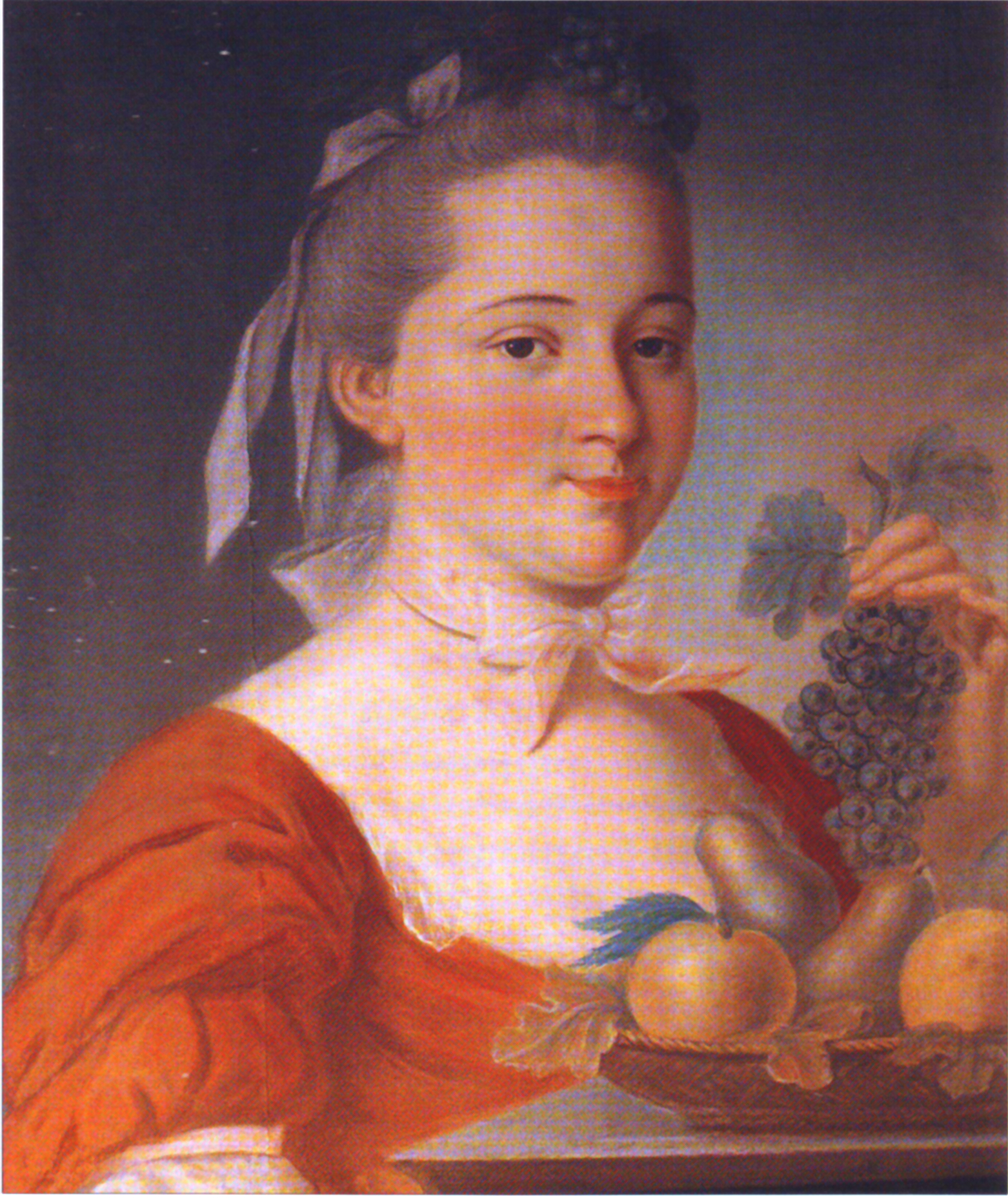
Графиня Матрена Павловна Салтыкова (ок. 1730—1813), урождённая Балк-Полева, дочь П.Ф. Балка-Полева, жена графа С.В. Салтыкова (1726—1776). Аллегория Осени.
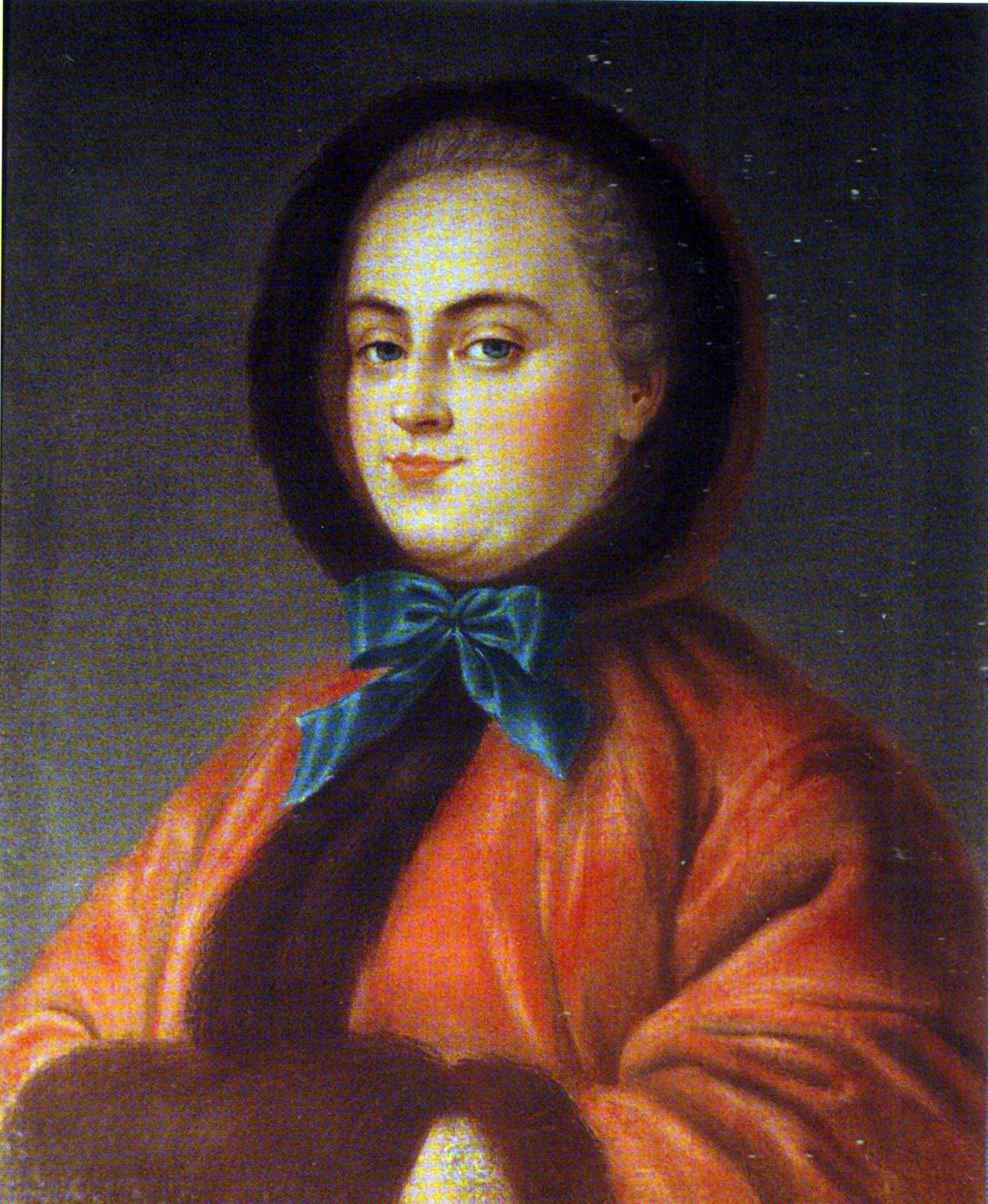
Княгиня Дарья Алексеевна Голицына (1724—1789), урожденная княжна Гагарина, дочь князя А.М. Гагарина, жена фельдмаршала князя А.М. Голицына (1718—1783). Аллегория Зимы.